# Skrzynki (gmina Stęszew)
Skrzynki – wieś w Polsce, położona w województwie wielkopolskim, w powiecie poznańskim, w gminie Stęszew.
Wieś duchowna, własność kapituły katedralnej poznańskiej, pod koniec XVI wieku leżała w powiecie poznańskim  województwa poznańskiego. W latach 1975–1998 miejscowość należała administracyjnie do województwa poznańskiego.
Znajdują się tu stolarnia, tartak, firmy produkujące karnisze, zabytkowy dwór.
Na północnym skraju wsi mieści się przystanek kolejowy Otusz.

## Historia
Miejscowość wzmiankowana w dokumentach od 1357 r. Na początku XX w. Skrzynki były własnością niemieckiej rodziny
Iffland. W 1945 r. niemieccy właściciele wyjechali ze Skrzynek, a majątek został poddany nacjonalizacji.

## Atrakcje turystyczne
- zabytkowy dwór z XIX w.[4], własność Starostwa Powiatowego w Poznaniu
- Szlak turystyczny Iłowiec - Otusz, prowadzący do Wielkopolskiego Parku Narodowego